# 海葡萄皮粉蝨
海葡萄皮粉蝨（学名：Pealius polygoni）为粉蝨科皮粉蝨屬下的一个种。